# Magna Graecia
Magna Graecia er det latinske navn for de græske kolonier i Syditalien og betyder Storgrækenland. I 8. og 7. årh. f.Kr. begyndte grækerne at anlægge nye bosættelser i Syditalien og på Sicilien. De udviklede sig hurtigt til vigtige og rige byer, som kontrollerede et stort område fra Napolibugten til Tarantobugten. Store dele af kystområderne på Sicilien var også kontrolleret af græske byer, men blev ikke opfattet som en del af Magna Graecia. Kolonierne beholdt en formel forbindelse til deres moderbyer, men var politisk uafhængige og kom med tiden endog til at overgå byerne på det græske fastland i magt og rigdom.

## Historie
Efter koloniseringen af Ægæerhavet og Lilleasien søgte grækerne især til Sortehavet og Syditalien, hvor de første kolonier blev anlagt af Euboerne ca. 750 f.Kr., hvoraf Cumae blev den vigtigste. Grækerne var ikke de eneste som anlagde nye byer i området; det samme gjorde etruskerne og fønikerne (karthaginenserne), og der fandt en stor økonomisk, kulturel, religiøs og politisk udveksling sted mellem de forskellige civilisationer, som medførte en opblomstring for byerne i hele det vestlige middelhavsområde. 
Omkring 500 f.Kr. oplevede størstedelen af byerne i Syditalien dog en nedgangsperiode, som måske skyldtes malaria i de udbredte sumpområder eller krige. Kun byerne Tarentum og Cumae undgik sammen med de sicilianske byer nedgangen. I 3. årh. f.Kr. var Romerriget blevet den altdominerende magt i Italien og udgjorde nu en stor trussel mod de græske byers selvstændighed. I 281 f.Kr. udbrød der krig mellem Rom og Tarentum. De overtalte den græsk kong Pyrrhus  til at hjælpe dem. Han besejrede romerne i en række slag og samlede flere af de græske byer i en alliance mod romerne. Trods en række tidlige sejre over romerne måtte han forlade Italien igen efter et ødelæggende nederlag i 272 f.Kr., som betød at romerne kunne underlægge sig hele Magna Graecia.
Syditalien beholdt længe en stor græsktalende befolkning, men området blev langsomt latiniseret. I løbet af middelalderen kom der dog nye græske indvandrere fra det svindende byzantinske rige, som stadigt kunne finde en befolkning med en fælles kulturel rod. Endnu i dag findes der en lille græsktalende minoritet på nogle få tusind i Calabrien, som taler dialekten Griko, en variant af det doriske sprog iblandet elementer af byzantinsk og italiensk.

## Kulturel indflydelse
Byerne i Magna Graecia husede nogle af de mest berømte og indflydelsesrige græske filosoffer, deriblandt Pythagoras, Parmenides og Archimedes. Flere af de bedst bevarede bygningsværker i den græske civilisation findes i det sydlige Italien, og arkitekturen blev en væsentlig inspirationskilde for både etruskerne og romerne. Men en af de vigtigste kulturelle påvirkninger blev det græske alfabet, som først blev adopteret af etruskerne og siden af romerne, som deraf udviklede det latinske alfabet, som i dag er det mest udbredte i verden.

## Vigtigste byer i Magna Graecia
I Taranto bugten (med tiden anlagde de gamle kolonier deres egne datterbyer):
- Tarentum (koloniseret fra Sparta)
- Metapontum (Achaea)
- Heraclea (Tarentum)
- Siris (Kolophon)
- Sybaris (Achaea),
- Thurii (Athen)
- Kroton (Achaea)
- Caulonia (Kroton)
- Epizephyrian Locris (Locris)

På vestkysten, fra nord mod syd:
- Cumae (Chalcis)
- Neapolis (nu Napoli; Cumae)
- Paestum, el. Posidonia (Sybaris)
- Elea (Phocaea i Ionien)
- Laos (Sybaris)
- Hipponium (Epizephyrian Locris)
- Rhegium (nu Reggio di Calabria; Chalcis)